# Сабионета
Сабионета (на италиански: Sabbioneta; Sabiùnèda) е италиански ренесансов град с 4278 жители (на 31 юли 2014) в провинция Мантуа в Ломбардия, в долината на река По между Парма и Мантуа.
През 2008 г. старите градове Сабионета и Мантуа влизат заедно в списъка на световното културно наследство на ЮНЕСКО.